# نادي لايايوا
سوسيداد ديبورتيفا لايايوا هو نادي كرة قدم إسباني يتمركز في يتمركز في لايايوا، في منطقة إقليم الباسك ذاتية الحكم. تأسس في 1925 ويلعب في الدوري الإسباني الدرجة الثانية ب – المجموعة 2، ويستضيف مبارياته في ملعب سارينا، بسعة 3500 متفرج.